# 馆前镇
馆前镇是中国福建省龙岩市长汀县下辖的一个镇。1949年设馆前乡，1956年建镇，1958年改公社，1984年复建镇。位于县境东北部，距县城28公里。面积166.1平方公里，人口1.6万。长(汀)三(明)公路过境。辖汀东、复兴、赤坑、马坪、严坊、陈莲、东庄、义家、南材、珊坑、黄湖、云丰、小洋、坪埔14个村委会。农业主产水稻、小麦、蔬菜，兼产烟叶、西瓜、香菇、竹木。第二次国内革命战争中曾设“汀东县”。

## 行政区划
馆前镇共辖14个行政村，分别是：
汀东村、复兴村、赤坑村、马坪村、坪埔村、严坊村、小洋村、陈莲村、东庄村、珊坑村、云峰村、义家村、南材村和黄湖村。

## 中国传统村落
2012年，坪埔村被评为首批“中国传统村落”。